# Pterobryella
Pterobryella là một chi rêu trong họ Pterobryaceae.